# Psilocitharella
Psilocitharella es un género de foraminífero bentónico de la subfamilia Vaginulininae, de la familia Vaginulinidae, de la superfamilia Nodosarioidea, del suborden Lagenina y del orden Lagenida. Su especie tipo es Vaginulina leptoteicha. Su rango cronoestratigráfico abarca desde el Pliensbachiense (Jurásico inferior) hasta el Cenomaniense (Cretácico superior).

## Clasificación
Psilocitharella incluye a las siguientes especies:
- Psilocitharella ezoensis †
- Psilocitharella incompta †
- Psilocitharella kochi †
  - Psilocitharella kochi prolaevis †
  - Psilocitharella kochi var. laevis †
- Psilocitharella leptoteicha †
- Psilocitharella triangulata †
- Psilocitharella yubarensis †